# Zusters van het Gemene Leven

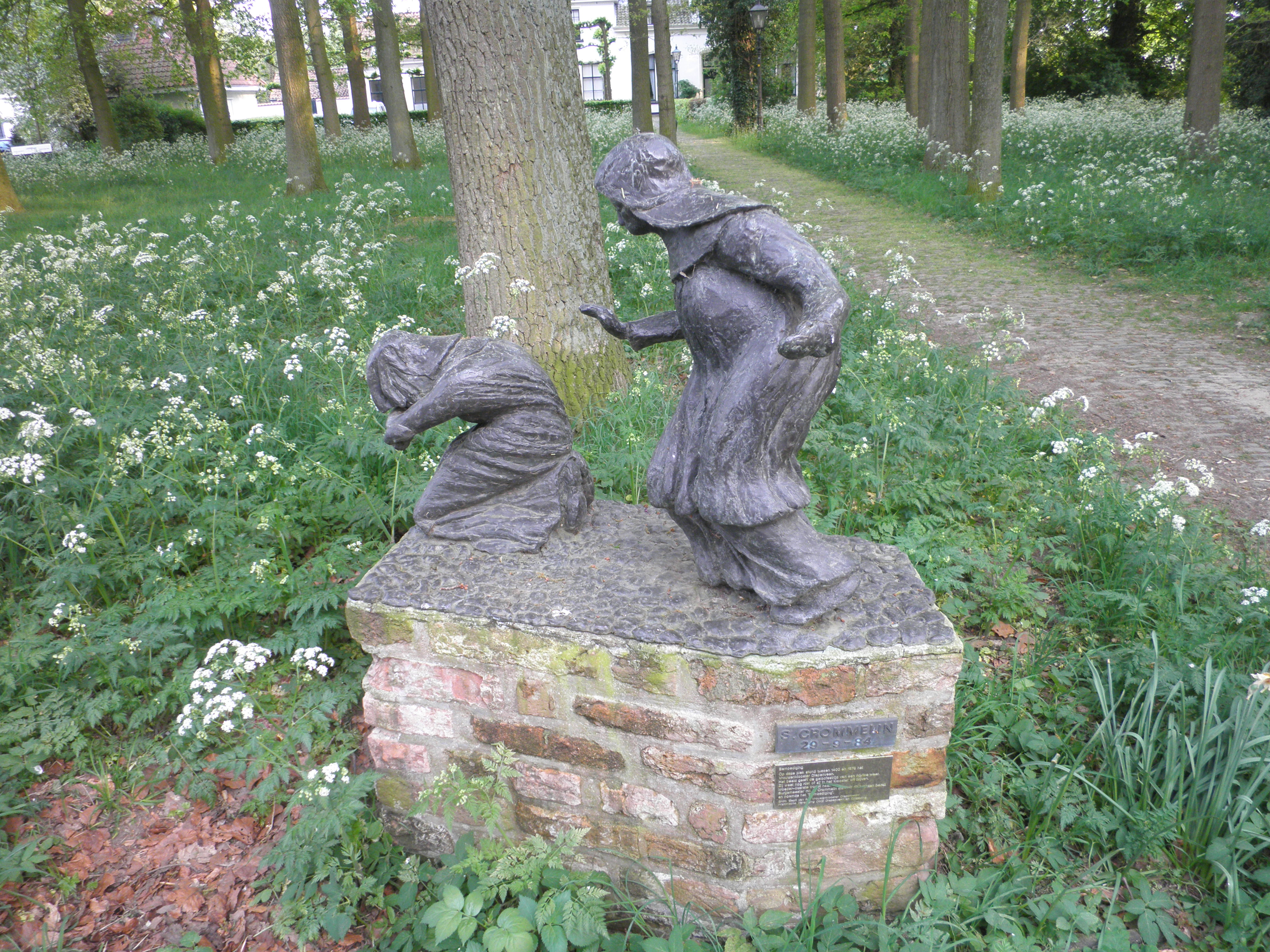
Zusters in brons bij de voormalige kloosterkerk te Diepenveen

De Zusters van het Gemene Leven leefden in de 14e en 15e eeuw. Ze woonden samen en zorgden voor eigen levensonderhoud. Ze waren niet afhankelijk van kerk of rijkdom. Ze volgden de regels van Geert Grote voor het samenleven en werden zo een religieuze groepering. Er waren ook mannen de Broeders van het Gemene Leven. Deze religieuze groepering die eind 14e eeuw ontstond rond de bekeerling en diaken Geert Grote en de door hem geïnspireerde godsdienstige stroming der Moderne Devotie. De term gemeen heeft hier de betekenis 'gezamenlijk', aangezien men in gemeenschap van goederen leefde.

## Begin
In 1374 stond Grote zijn woonhuis te Deventer af ten behoeve van "arme luden die er Gode dynen willen". Uit het bewaard gebleven reglement van orde van 1379 blijkt dat het eerste huis bedoeld was voor ongehuwde vrouwen die in lekenstaat God wilden dienen in eer en deugd. Ze stonden onder dagelijks toezicht van een uit hun midden jaarlijks gekozen meesteres. Geert Grote was aanvankelijk zelf verantwoordelijk voor de zielszorg van de zusters. Hun onderhoud verdienden ze door handarbeid zoals spinnen en weven, het was hen verboden te bedelen. Er is dan nog geen sprake van een gemeenschappelijk leven, de vrouwen leefden in het huis als begijnen zoals dat in de 14e eeuw niet ongebruikelijk was.

## Gemeenschappelijk leven
De zusters stonden een praktische vroomheid voor, ook later legden de vrouwen in de zusterhuizen geen kloostergeloften af, maar leefden net als de broeders in een door rector Johannes Brinckerinck rond 1392 ingesteld gemeenschappelijk leven, met gezamenlijke godsdienstoefeningen en maaltijden. Vanaf toen leefde men in de zusterhuizen tevens in gemeenschap van goederen. Onder druk van de kerkelijke autoriteiten namen veel zustergemeenschappen ten slotte de derde kloosterregel van Franciscus aan. Nadat een eerste klooster voor mannelijke devoten was opgericht te Windesheim, werkten zusters van het Meester Geertshuis vanaf 1400 onder de bezielende leiding van Brinckerinck en met de steun van de Windesheimers aan de realisatie van een  vrouwenklooster in Diepenveen. Dit slotklooster werd in 1408 ingewijd en wordt beschouwd als het moederklooster van vrouwelijke kloosterbeweging der devoten. Veel kloosters in Noordwest-Europa die zich hervormden naar de idee van de Moderne Devotie verenigden zich in de Congregatie van Windesheim en anderen vormden regionale kapittels.

## Godsdienstig leven
Nogal wat meisjes werden, zoals toen niet ongewoon was, reeds op de leeftijd van negen tot vijftien jaar door hun familie in een godsdienstige instelling geplaatst. Na een proefperiode die de geschiktheid voor het gemeenschapsleven moest aantonen kon iemand worden opgenomen. Van de zusters in het vroegst opgerichte huis in Deventer wordt aangenomen dat ze konden lezen en schrijven, want allen bezaten ze meerdere devote boeken. De zusters dienden 's morgens om vier uur op te staan, maar erg jonge of zieke vrouwen hadden daarvan dispensatie. Men begon met bidden, waarna er eerst uur gewerkt werd, om vervolgens een heilige mis bij te wonen. Een groot deel van de dag werd met arbeiden doorgebracht. Er werd tweemaal daags gegeten, om elf en om vijf uur. Tijdens de maaltijd werd voorgelezen uit een vroom boek. Voor het slapen gaan om 20 uur werd er nog gemediteerd en gebeden, dit gebeurde liggend voor het bed.

## Verspreiding
In het begin van de 15e eeuw bestonden er in Deventer ten minste zes huizen van vrome vrouwen die samenleefden volgens de ideeën van het gemene leven. In Zwolle en Zutphen waren er vier, in 's-Hertogenbosch, Amersfoort en Utrecht drie, in Groningen twee en één per stad in Delft, Hasselt, Hoorn, Leiden en Rheden. In Wamel in het Land van Maas en Waal schonk Lambert de Haze, die daar in 1422 kerkmeester was, een stuk grond, een huis en een jaarlijkse bijdrage aan de Zusters van het Gemene Leven in Deventer om van daaruit een klooster te stichten in Wamel.
De leer van Geert Grote verspreidde zich snel over de wereld van de Hanze, behalve in Nederland vooral ook in de Duitse gebieden. De invloed van de zusters en broeders die de idealen van de Moderne Devotie navolgden was groot tot aan de Reformatie, waarvan ze in zeker opzicht ook een wegbereider waren. Ook de bekende theoloog Thomas a Kempis (1380 - 1471), die een volgeling was van Geert Grote, kan tot deze stroming gerekend worden.